# مله صفرخان
مله صفرخان، روستایی در دهستان دوستان بخش مرکزی شهرستان بدره در استان ایلام ایران است.

## جمعیت
بر پایه سرشماری عمومی نفوس و مسکن در سال ۱۳۹۵، جمعیت این روستا برابر با ۷۶ نفر (۲۰ خانوار) بوده‌است.